# James B. Ramsey
James Bernard Ramsey (nacido en 1937) es un econometrista canadiense. Es profesor de Economía en la Universidad de Nueva York, fue Presidente del Departamento de Economía entre 1978 y 1987.
Ramsey recibió su licenciatura en Matemáticas y Economía de la Universidad de British Columbia en 1963, y su MA y Ph.D. en Economía de la Universidad de Wisconsin-Madison en 1968 con las "pruebas de errores de especificación en clásicos mínimos cuadrados lineales Análisis de regresión" de tesis, que se publicó más tarde parcialmente en la revista de la Royal Statistical Society. Este artículo contenía el Test Reset de Ramsey para contrastar la mala especificación de un modelo econométrico.
Después de servir brevemente como profesor en la Universidad de Birmingham, Inglaterra, y la Universidad Estatal de Míchigan, Ramsey se trasladó a la Universidad de Nueva York como profesor de Economía y director del Departamento de Economía entre 1978 y 1987, donde permaneció durante 37 años hasta su jubilación en 2013. 